# Montee Ball
(en) Statistiques sur pro-football-reference
Montee Ball, Jr (né le 5 décembre 1990 à McPherson) est un joueur américain de football américain.

## Enfance
Ball étudie à la Timberland High School de Wentzville. Le site Rivals.com le classe trente-troisième running back du pays et quatrième meilleur joueur de l'État du Missouri. Lors de ses trois dernières saisons lycéenne, il est le capitaine de l'équipe.

## Carrière

### Université

#### Saisons 2009 et 2010: les débuts
Il entre à l'université du Wisconsin et commence sa carrière en 2009. Il joue, lors de sa première saison, neuf des treize matchs de la saison et finit deuxième de l'équipe en yards sur des courses avec 391 yards. La saison suivante, il joue douze matchs dont il débutera les quatre derniers. Il commence l'année comme remplaçant de John Clay, fraîchement nommé joueur offensif de la conférence Big Ten 2009. Néanmoins, Clay se blesse et cela permet à Ball de gagner du temps de jeu avec le jeune James White, et marque dix-huit touchdowns sur course.

#### Saison 2011: la révélation
Pour la saison 2011, Montee Ball est nommé running back titulaire. Le 5 novembre 2011, il est nommé Joueur de la semaine pour la conférence Big Ten après avoir parcouru 223 yards à la course contre les Boilermakers de Purdue, marquant quatre touchdowns (un sur une passe et trois sur des courses). La semaine suivante, il bat le record de touchdown sur course de la conférence Big Ten en une saison contre l'université du Minnesota en inscrivant trois touchdowns, deux sur des courses, un sur une passe, battant le précédent record de Pete Johnson, Anthony Thompson et Ki-Jana Carter.
Le 19 novembre 2011, il ne finit pas d'impressionner, en parcourant 224 yards à la course contre les Fighting Illini de l'Illinois, inscrivant deux touchdowns. Le match suivant, il inscrit quatre touchdowns contre Penn State.
Après cette saison, il est nommé comme un des trois finalistes au Doak Walker Award, contre LaMichael James des Ducks de l'Oregon et Trent Richardson des Crimson Tide de l'Alabama mais c'est Richardson qui remporte le trophée. 
Le 5 décembre 2011, il fait partie de la liste finale pour le trophée Heisman avec Robert Griffin III des Bears de Baylor, Andrew Luck des Cardinals de Stanford, Tyrann Mathieu des Tigers de Louisiane State et Trent Richardson mais c'est le quarterback de Baylor qui remporte la statuette.

## Palmarès
- Mention honorable de la conférence Big Ten 2010
- Record de la NCAA du nombre de touchdown en une saison avec trente-neuf touchdowns
- Running back de la conférence Big Ten 2011
- Joueur offensif de la conférence Big Ten 2011
- Équipe de la conférence Big Ten 2011
- Équipe All-American 2011
- Quatrième aux votes du trophée Heisman 2011